# Buxales
Buxales is de botanische naam van een orde in de bedektzadigen. Een orde onder deze naam is door vrijwel geen enkel systeem van plantenclassificatie gebruikt. Het APG II-systeem (2003) wijst erop dat de naam bestaat en noemt de mogelijkheid dat deze orde in de toekomst erkend kan worden. In het APG III-systeem (2009) is de orde erkend, inclusief de familie Haptanthaceae.
De 23e druk van de Heukels gaat een stap verder en erkent deze orde Buxales, een keuze die ook gemaakt wordt door de APWebsite en de NCBI-site. Deze orde ziet er dan als volgt uit:
- orde Buxales :
  - familie Buxaceae (Buxusfamilie)
  - familie Didymelaceae

Eventueel is dan ook een familie Haptanthaceae toe te voegen, zoals gebeurt op de APWebsite [15 juli 2009].